# 수영야류 탈
수영야류 탈(水營野遊 탈)은 부산광역시 서구 동아대학교 석당박물관에 있는 탈이다. 2015년 12월 23일 부산광역시의 민속문화재 제16호로 지정되었다.

## 개요
수영야류는 정월 대보름날 밤에 연희하고, 연희가 끝나면 고사를 지내며 탈을 소각하기 때문에 예전의 탈은 하나도 남아 있는 것이 없었다. 그러나 수영야류 보유자였던 조덕주씨가 탈을 제작하기 시작한 1963년부터는 소각하지 않았다. 동아대학교박물관 소장 수영야류 탈은 1964년 봄 강용권 박사가 조덕주씨에게 의뢰하여 제작한 것으로, 1965년 5월 19일에 동아대학교박물관에 기증되었다. 이 탈들은 현재까지 전해오는 수영야류 탈과 소도구 중에서 가장 오래된 것으로 판단된다.
수영야류 탈을 재질을 중심으로 분류하면, 박을 기본 틀로 삼고 그 위에 한지를 덧붙여 채색한 것이 9점이다. 수양반, 차양반, 셋째양반, 넷째양반, 종가도령, 말뚝이, 영노, 할미, 범(담비) 등이 여기에 속한다. 이와 달리 제대각시는 마분지를 기본 틀로 사용하고 있으며, 사자는 대소쿠리에 한지를 바르고 채색하였다. 이들 탈은 각각의 성격에 맞게 구체적으로 형상화되는데, 이 때 사용되는 소재는 말총, 토끼털, 마사(麻絲), 동물 귀 등이다.
일반적으로 탈은 재질의 특성상 파손되기 쉽다. 그리고 전통적인 농촌 공동체에서 보존의 어려움이 뒤따랐던 점 또한 사실이다. 이러한 상황을 고려할 때, 동아대학교박물관에서 소장하고 있는 수영야류 탈 및 소도구 16점은 동일한 연도에 제작된 한 벌의 연희 탈이라는 점과 보존 상태가 완벽에 가깝다는 점에서 매우 높은 완결성을 지니고 있으며, 연희가 끝난 후 모두 소각되었다는 점에서 그 희소성은 더욱 부각된다. 뿐만 아니라 사실적 조형미와 상징의 형상화도 매우 뛰어난 민속문화재이다.

## 같이 보기
- 수영야류 (대한민국 중요무형문화재 제43호)

## 참고 자료
- 수영야류 탈 - 국가유산청 국가유산포털